# Ronald Knox
Ronald Arbuthnott Knox (ur. 17 lutego 1888 w Leicesterze, Leicestershire, zm. 24 sierpnia 1957) – angielski teolog, ksiądz katolicki, autor książek religijnych i powieści kryminalnych. 
Był czwartym synem Ellen Penelope French i Edmunda Arbuthnotta Knoxa, późniejszego biskupa Manchesteru. Od 1900 roku kształcił się w ekskluzywnej szkole średniej w Eton, gdzie wydawał pismo „The Outsider”. Swoją pierwszą książkę pt. Signa Severa będącą zbiorem angielskich, greckich i łacińskich wierszy opublikował w 1906 roku. W 1910 roku otrzymał bakalaureat z filozofii i filologii klasycznej w Balliol College w Oxfordzie. Duchownym anglikańskim został w roku 1911. Pełnił służbę wojskową podczas I wojny światowej. Na katolicyzm przeszedł w roku 1917, zrezygnował z kariery akademickiej. Rok później został wyświęcony na księdza katolickiego. W latach 1926–1939 pracował na Oxfordzkim Uniwersytecie jako kapelan, później udał się do Shropshire i zajął się tłumaczeniem Pisma Świętego. Nowy Testament ukazał się w 1944 roku, a Stary Testament w 1949. Jego tłumaczenie znane jest jako Biblia Knoxa.

## Publikacje

### Powieści
- The Viaduct Murder (1925)
- The Three Taps (1927)
- The Footsteps at the Lock (1928)
- The Body in the Silo (1933)
- Double Cross Purposes (1933)
- Still Dead (1934)

### Pozostałe
- Spiritual Aeneid (1918)
- The Belief of Catholics (1927).
- The Hidden Stream: Mysteries of the Christian Faith (1953, wyd. polskie Ukryty strumień, 2005).
- The Scoop and Behind the Screen (1983)
- Difficulties: Being a Correspondence About the Catholic Religion, współautor Arnold Lunn (1932).
- A Barchester Pilgrimage (1935).
- Let Dons Delight (1939).
- Enthusiasm: A Chapter in the History of Religion with Special Reference to the XVII and XVIII Centuries (1950).